# Kurbatski
Kurbatski - Курбацкий (rus) - és un khútor del krai de Krasnodar, a Rússia. Es troba entre la plana de ponent del Caucas occidental i la costa de la mar d'Azov. És a 14 km al nord-est d'Anapa i a 124 km a l'oest de Krasnodar.
Pertany a l'stanitsa d'Anàpskaia.